# Renzo Garcés
Renzo Renato Garcés Mori (Pucallpa, 12 de junio de 1996) es un futbolista peruano. Juega como defensa central y su equipo actual es el Alianza Lima de la Liga 1 del Perú. Es internacional con Selección Nacional de Perú desde enero de 2022.

## Biografía
Inició su carrera siendo formado en la Escuela de Fútbol "Cárdenas" del conocido exfutbolista Ucayalino Artemio "Gato" Cárdenas, ahí aprendió los principios y fundamentos del futbol, luego pasó a formar parte del ADU de Ucayali. En el 2009 estuvo en el Mariscal Castilla que estuvo en la Copa Perú de ese año. Formado en el sector juvenil de la Universidad San Martín, debutó en el primer equipo el 16 de marzo de 2014 en el partido de Torneo del Inca, en el cual empataron 1-1 ante Universitario. Unos meses después también debutó en el Torneo Descentralizado, en la victoria por 2-0 ante Cusco F. C.
En 2017 fue comprado por Sporting Cristal donde permaneció dos temporadas, ganando el campeonato en 2018. En enero de 2019 es cedido a la Universidad César Vallejo que lo compra al final de temporada.
A mediados del 2021 mientras defendía la camiseta de la Universidad César Vallejo, recibe un llamado de Independiente del Valle de Ecuador, sin embargo, la propuesta no se concretó debido a que IDV terminó fichando al defensa argentino Mateo Carabajal.
En diciembre de 2023 Alianza Lima obtuvo el pase de Renzo Garcés, uniéndose al plantel para la temporada 2024 del cuadro blanquiazul.

## Selección nacional
Fue convocado por las selecciones juveniles de Perú con las que disputó el Campeonato Sudamericano de Fútbol Sub-17 de 2013 y el Sudamericano Sub-20 de 2015.
Fue convocado en la lista de la selección peruana para disputar la Copa América 2021.

### Participaciones en Copa América
| Torneo            | Sede   | Resultado    | Partidos | Goles | Asist. |
| ----------------- | ------ | ------------ | -------- | ----- | ------ |
| Copa América 2021 | Brasil | Cuarto lugar | 0        | 0     | 0      |

### Partidos con la Selección Mayor de Perú
| Partidos internacionales | Partidos internacionales | Partidos internacionales | Partidos internacionales | Partidos internacionales | Partidos internacionales | Partidos internacionales |
| N.º                      | Fecha                    | Ciudad                   | Local                    | Resultado                | Visitante                | Competición              |
| ------------------------ | ------------------------ | ------------------------ | ------------------------ | ------------------------ | ------------------------ | ------------------------ |
| 1                        | 16-01-2022               | Lima                     | Perú                     | 1:1                      | Panamá                   | Amistoso                 |
| 2                        | 20-01-2022               | Lima                     | Perú                     | 3:0                      | Jamaica                  | Amistoso                 |

## Estadísticas

### Clubes
Actualizado de acuerdo al último partido jugado el 24 de mayo de 2024.
| Universidad de San Martín · Perú | 1.ª           | 2014          | 6   | 0 | 1 | 0 | —  | — | 7   | 0 |
| Universidad de San Martín · Perú | 1.ª           | 2015          | 10  | 0 | 3 | 0 | —  | — | 13  | 0 |
| Universidad de San Martín · Perú | 1.ª           | 2016          | 38  | 2 | — | — | —  | — | 38  | 2 |
| Universidad de San Martín · Perú | Total club    | Total club    | 54  | 2 | 4 | 0 | 0  | 0 | 58  | 2 |
| Sporting Cristal · Perú | 1.ª           | 2017          | 28  | 0 | — | — | 3  | 0 | 31  | 0 |
| Sporting Cristal · Perú | 1.ª           | 2018          | 13  | 0 | — | — | —  | — | 13  | 0 |
| Sporting Cristal · Perú | Total club    | Total club    | 41  | 0 | 0 | 0 | 3  | 0 | 44  | 0 |
| Universidad César Vallejo · Perú | 1.ª           | 2019          | 26  | 3 | 2 | 0 | —  | — | 28  | 3 |
| Universidad César Vallejo · Perú | 1.ª           | 2020          | 20  | 0 | — | — | —  | — | 20  | 0 |
| Universidad César Vallejo · Perú | 1.ª           | 2021          | 22  | 1 | — | — | 2  | 0 | 24  | 1 |
| Universidad César Vallejo · Perú | 1.ª           | 2022          | 30  | 1 | — | — | 2  | 0 | 32  | 1 |
| Universidad César Vallejo · Perú | 1.ª           | 2023          | 30  | 0 | — | — | 6  | 0 | 36  | 0 |
| Universidad César Vallejo · Perú | Total club    | Total club    | 128 | 5 | 2 | 0 | 10 | 0 | 140 | 5 |
| Alianza Lima · Perú | 1.ª           | 2024          | 16  | 1 | — | — | 5  | 0 | 21  | 1 |
| Alianza Lima · Perú | Total club    | Total club    | 16  | 1 | 0 | 0 | 5  | 0 | 21  | 1 |
| Total carrera | Total carrera | Total carrera | 239 | 8 | 6 | 0 | 18 | 0 | 263 | 8 |
| (1) Incluye datos de la Copa Bicentenario. (2) Incluye datos de la Copa Libertadores y Copa Sudamericana. (3) No incluye goles en partidos amistosos. |               |               |     |   |   |   |    |   |     |   |

## Palmarés

### Torneos nacionales
| Título                    | Club             | Sede | Año  |
| ------------------------- | ---------------- | ---- | ---- |
| Primera División del Perú | Sporting Cristal | Perú | 2018 |

### Torneos cortos
| Título           | Club             | País | Año  |
| ---------------- | ---------------- | ---- | ---- |
| Torneo de Verano | Sporting Cristal | Perú | 2018 |
| Torneo Apertura  | Sporting Cristal | Perú | 2018 |

### Distinciones individuales
| Distinción                                                                | Año  |
| ------------------------------------------------------------------------- | ---- |
| Preseleccionado como defensa en el mejor once de la Liga 1 según la SAFAP | 2021 |
| Once ideal de la Liga 1                                                   | 2021 |